# Tawhida Ben Cheikh
Tawhida Ben Cheikh (2 de janeiro de 1909 - 6 de dezembro de 2010) foi uma médica, pediatra e ginecologista tunesina, uma das primeiras mulheres muçulmanas do mundo árabe a exercer essas profissões.